# Adil El Arbi
Adil El Arbi, né le 30 juin 1988 à Edegem, est un réalisateur et scénariste belge néerlandophone d'origine marocaine.

## Biographie

### Formation
Adil El Arbi étudie le cinéma à Bruxelles au campus Sint-Lukas (nl), une section de la Hogeschool voor Wetenschap en Kunst, où il côtoie Bilall Fallah avec qui il co-réalise tous ses films. En 2011, Adil El Arbi et Bilal Fallah réalisent le film de fin d'études Broeders qui leur permet de décrocher une bourse de 60 000 euros pour financer le film Image.

### Carrière

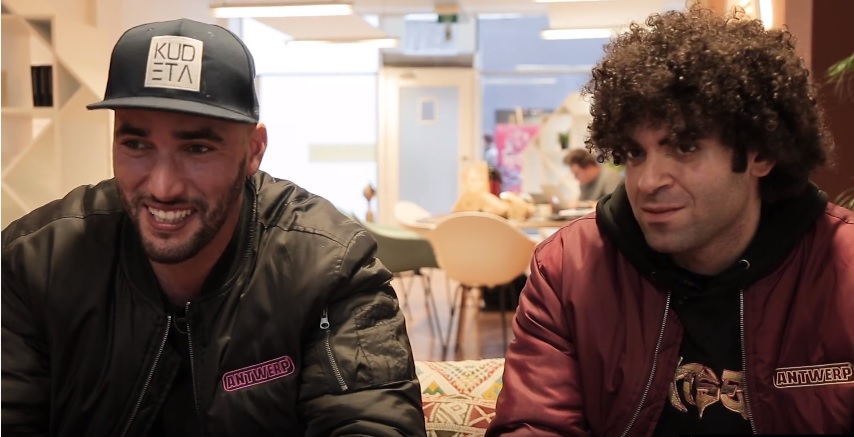
Bilall Fallah (à gauche) et Adil El Arbi (à droite).

Son premier film, Image, sort en salles en 2014. La même année, il participe au quiz télévisé de la chaîne flamande VIER De Slimste Mens ter Wereld (nl) (L'homme le plus intelligent du monde) et remporte la finale ce qui lui vaut une notoriété nationale.
En août 2014, Adil El Arbi termine le tournage de Black, son deuxième long-métrage, coréalisé avec Bilall Fallah. Quoique néerlandophones, les deux réalisateurs tournent le film en français, à Bruxelles. Le film traite des bandes urbaines et le casting est composé en grande partie de jeunes acteurs non professionnels. Le film étant interdit aux moins de 16 ans, Paname Distribution annule sa diffusion en salles pour privilégier le numérique,.
En mai 2016, ils réalisent un pilote de Snowfall pour la chaîne américaine FX, une série à Los Angeles dans les années 1980 sur le marché du crack.
En février 2017, ils sont recrutés pour la réalisation du pilote de la série dramatique Scalped pour la chaîne américaine WGN America.
Alors qu'ils étaient un temps attaché au projet de film The Big Fix sur des scandales financiers dans le monde du football, ils sont approchés par Jerry Bruckheimer, convaincu par la réalisation du film Black, à la suite de son prix Espoir au Festival de Toronto. Le producteur américain leur propose de mettre en scène Le Flic de Beverly Hills 4 avec Eddie Murphy,. Le projet est remplacé par le troisième volet de Bad Boys : Bad Boys for Life, avec Will Smith et Martin Lawrence, en 2020. Ils réalisent Batgirl annulé en 2022, par HBO Max.
Adil et Bilall reprennent ensuite du service pour le quatrième  volet, Bad Boys: Ride or Die.

### Vie privée
Il habite à Berchem-Sainte-Agathe. Depuis 2021, il est marié avec la journaliste Loubna Khalkhali.

## Filmographie
Sauf indication contraire, les informations mentionnées dans cette section peuvent être confirmées par la base de données cinématographiques IMDb,  présente dans la section « Liens externes ».
- 2010 : Astaghfiro (court-métrage)
- 2011 : Broeders (court-métrage) (également en tant qu'acteur)
- 2012 : Bergica (série télévisée) (également en tant qu'acteur)
- 2014 : Image (coréalisé avec Bilall Fallah)
- 2015 : Black[15] (coréalisé avec Bilall Fallah)
- 2018 : Gangsta (Patser) (coréalisé avec Bilall Fallah)
- 2020 : Bad Boys for Life (coréalisé avec Bilall Fallah)
- 2022 : Miss Marvel (Ms. Marvel) (série télévisée) - 2 épisodes (coréalisé avec Bilall Fallah)
- 2022 : Batgirl (coréalisé avec Bilall Fallah - film inachevé annulé par le studio)
- 2022 : Rebel (coréalisé avec Bilall Fallah)
- 2024 : Bad Boys: Ride or Die (coréalisé avec Bilall Fallah)
- 2025 : Gangstas (nl) (Patsers) (coréalisé avec Bilall Fallah)
- 2025 : Seven Dogs[16] (coréalisé avec Bilall Fallah) Date sujette à modification

Clips musicaux
- 2014 : NoMoBS - 03 (coréalisé avec Bilall Fallah)
- 2016 : Dimitri Vegas & Like Mike feat. Steve Aoki & Ummet Ozcan - Melody (coréalisé avec Bilall Fallah)
- 2018 : Wiz Khalifa - When I Grow Up (coréalisé avec Bilall Fallah)

## Distinctions
- Astaghfiro (2010) : Festival international du film de Flandre-Gand 2010 : nomination au prix du meilleur film étudiant belge dans la catégorie «Belgian Cinema Today » (deuxième prix)[17]
- Broeders (2011) :
  - Festival international du film de Flandre-Gand 2011 : Meilleur court métrage étudiant flamand (partagé avec Bilall Fallah)
  - Festival international du court métrage de Louvain (nl) 2011 (Internationaal Kortfilmfestival Leuven 2011) : Prix du public (partagé avec Bilall Fallah)
- Adil El Arbi est repris dans la liste des Bekende Vlamingen[18] (BV)
- 2015 : Discovery Award au Festival international du film de Toronto pour Black
- 2015 : Prix Film du public au Festival international du film de Flandre-Gand pour Black[19]